# Arturo
Arturo ist eine italienische und spanische Form des männlichen Vornamens Arthur.

## Namensträger

### Vorname
- Arturo Alessandri (1868–1950), chilenischer Politiker und Präsident
- Arturo Barrios (* 1962), mexikanischer Langstreckenläufer
- Arturo Benedetti Michelangeli (1920–1995), italienischer Pianist
- Arturo Casado (* 1983), spanischer Leichtathlet
- Arturo Charles, bonairischer Fußballtrainer
- Arturo Coello (* 2002), spanischer Padelspieler
- Arturo Dominici (1916–1992), italienischer Schauspieler
- Arturo Ferrarin (1895–1941), italienischer Flugpionier und Luftwaffenpilot
- Arturo Frondizi (1908–1995), argentinischer Politiker und Präsident (1958–1962)
- Arturo García Bustos (1926–2017), mexikanischer Künstler
- Arturo García Muñoz (Arzù; * 1981), spanischer Fußballspieler
- Arturo Javier García Pérez (* 1967), spanischer römisch-katholischer Geistlicher, Weihbischof in Valencia
- Arturo Gatti (1972–2009), kanadischer Boxer italienischer Abstammung
- Arturo Hammersley (1922–2014), chilenischer Skirennläufer
- Arturo Martini (1889–1947), italienischer Bildhauer
- Arturo Merzario (* 1943), italienischer Automobilrennfahrer und Teambesitzer
- Arturo Moroni (1904–1972), italienischer Ruderer
- Arturo Ortiz (* 1966), ehemaliger spanischer Leichtathlet
- Arturo Pérez-Reverte (* 1951), spanischer Journalist und Schriftsteller
- Arturo Pomar Salamanca (1931–2016), spanischer Schachspieler
- Arturo Prat (1848–1879), chilenischer Rechtsanwalt, Fregattenkapitän und Seeheld
- Arturo Ripstein (* 1943), mexikanischer Filmregisseur
- Arturo Rodenak (1931–2012), argentinischer Fußballspieler und -trainer
- Arturo Rotor (1907–1988), philippinischer Mediziner und Autor
- Arturo Ruiz López (* 1974), spanischer Badmintonspieler
- Arturo Sandoval (* 1949), US-amerikanischer Jazzmusiker kubanischer Herkunft
- Arturo Sanhueza (* 1979), ehemaliger chilenischer Fußballspieler
- Arturo Tabera (1903–1975), spanischer Erzbischof und Kurienkardinal
- Arturo Toscanini (1867–1957), italienischer Dirigent
- Arturo Vidal (* 1987), chilenischer Fußballspieler

### Familienname
- Aurelio Arturo (1906–1974), kolumbianischer Schriftsteller und Lyriker
- Guido Horn d’Arturo (1879–1967), italienischer Astronom
- Lisa Arturo, US-amerikanische Schauspielerin

### Kunstfigur
- Der aufhaltsame Aufstieg des Arturo Ui, Theaterstück von Bertolt Brecht